# Младен Лорковић
Младен Лорковић (Загреб, 1. март 1909 — Лепоглава, 1945) био је хрватски политичар и правник и припадник усташког покрета. Био је министар спољних послова и министар унутрашњих послова Независне Државе Хрватске (НДХ), осовинске марионетске државе успостављене током Другог свјетског рата. Предводио је завјеру Лорковић—Вокић, којом је покушано успостављање коалиционе власти између усташа и Хрватске сељачке странке (ХСС) и придруживање НДХ Савезницима.
Као студент се придружио Хрватској странци права, али је, због дисидентских дјелатности у Краљевини Југославије, побјегао из земље како би избјегао хапшење и на крају се настанио у Њемачкој, гдје је докторирао право на Универзитету у Берлину. Усташама се придружио 1934. и постао близак сарадник Анте Павелића. Иако је у почетку био заповједник свих усташа у Њемачкој, гдје је тражио подршку за стварање и заштиту хрватске државе, касније је постао вођа свих усташа изузев у Италији. Убрзон након успостављања НДХ, именован је за министра спољних послова и оштро се противио утицају Италије на НДХ. Након што је шеф његовог кабинета Иво Колак стријељан 1943. због кријумчарења злата, Лорковић је смијењен са дужности, али је касније именован за министра унуштрањих послова. Као министар унутрашњих послва, прегварао је за ХСС у нади да ће успоставити коалициону власт. Такође, водио је тајне преговоре са представницима ХСС-а да предложи да се НДХ придружи Савезницима. Иако је имао очигледну подршку Павелића, он и његови сарадници убрзо су ухапшени као завјереници против државе и послије дужег времена проведеног у притвору, погубљен је заједно са Антом Вокићем крајем априла 1945. године.

## Биографија
Рођен је у Загребу 1. марта 1909. године. Син је Ивана Лорковића, хрватског политичара.
У младости активан присталица Хрватске странке права. Студирао је право у Загребу, Инзбруку и Берлину. Још у то време постаје блиски сарадник Анте Павелића и представник усташког покрета за Немачку, а затим и за све европске земље осим Италије. Усташку заклетву положио је 1934.

### Приступање усташком покрету
Дана 6. јануара 1929. године, краљ Александар је распустио владу и увео краљевску диктатуру, касније је проглашена Краљевина Југославија. Пошто је сматран дисидентом, Лорковић је био постављен под сталну полицијску присмотру. Налог за његово хапшење је издат 14. новембра 1929. године, с наведеном сумњом за саучешће у убиству двојице полицијских агената, али је Лорковић успео да побегне у Аустрију и касније у Немачку.
Лорковић је био упорни заговорник спајања свих хрватских странака у "супер-странку" са циљем отцепљења Хрватске од Краљевине Југославије, а 4. октобра 1934. је положио усташку заклетву.. Постао је заповедник свих јединица усташа у Немачкој а касније, после убиства краља Александра, командант свих усташа ван Италије. Убиство краља Александра је довело до његовог краткотрајног притварања у Немачкој, али је пуштен средином 1935. након што је немачки суд одбацио југословенски захтев за његово изручење.
Лорковић је ухапшен 1937. након саслушања које је спровео Гестапо. Потом је напустио Немачку и преселио у Мађарску, и 1939. се вратио у Југославију, после амнестије које је Стојадиновићева влада дала усташама. Постао је уредник новина Хрватски народ и уредник тајног часописа Хрватска пошта.  Матица хрватска је објавила његову књигу  Народ и земља Хрвата  1939. године у којој је Лорковић тврдио да су сви босански Муслимани Хрвати по националности . Након што је образована Бановина Хрватска, Лорковић је ухапшен 1940. и притворен у затвору Лепоглава, а касније у Крушчици у близини Витеза.
Активно је учествовао у припремама за проглашење НДХ. Један је од петорице потписника изјаве, написане 31. марта 1941. године и потписане 5. маја 1941,  у којој су усташе затражиле проглашење хрватске државе. Даље, документ је тражио немачку подршку и заштиту и признање држава Осовине. 
Након формирања Независне Државе Хрватске, Павелић га 9. јуна 1941. именује за министра спољних послова.

### Након успоставља НДХ
Лорковић је био један од најистакнутијих пронемачких припадника предратног усташког покрета који је за време свог боравка у Немачкој успоставио политичке и академске везе. Након оснивања НДХ, Лорковић је постао члан привремене владе Славка Кватерника, познате као Хрватско државно водство. Лорковић је 16. априла 1941. именован за секретара Министарства иностраних послова  у првој влади коју је формирао Анте Павелић, који је такође био министар спољних послова.  До априла 1943. Лроковић је био главни контакт између Едмунда Глеза фон Хорстенауа, опуномоћеника у Независној Држави Хрватској, и Павелићевог кабинета.
Лорковић је наследио Павелића за министра спољних послова 9. јуна 1941. Убрзо након ступања на дужност, распитивао се код власти Вишијевске Француске о судбини тројице усташа умешане у атентат на краља Александра у Марсеју 1934. године и осуђене на доживотну казну затвора. Прави убица је био бугарски плаћеник, Владо Черноземски, кога је француска полиција убила одмах након атентата. Двојица су умрла у затвору, али трећи Милан Рајић је посредовањем немачких окупационих снага у Француској враћен у НДХ почетком 1942. године, гдје је касније убијен наводно по Павелићевом наређењу.
У говору од 27. јула 1941. године, који је осмишљен да распламсава мржњу Хрвата против Срба који живе у НДХ, Лорковић је лагао да су Срби тукли, сакатили и масакрирали десетине хиљада хрватских сељака током међуратног периода.  Истог дана почео је партизански устанак. У августу се снажно супротставио захтеву Италије за увођење цивилне управе у демилитаризованој зони НДХ. Услед немогућности усташа да угуше устанак, италијански генерал Виторио Амброзио је наредио италијанској војсци да поново окупира зоне II и III. Лорковић је на састанку са Галеацом Ћаном у Венецији 15. и 16. децембра 1941 затражио да се Италијани повуку из зона II и III, што је Ћано одбио. Ипак, Италијани су на своје велико разочарење убрзо утврдили да је поновна окупација зона II и III у војном смислу скупа због герилског начина ратовања који су практиковали партизани. Због тога су одлучили на делимично повлачење своје војске из зона II и III, остављајући само гарнизоне у већим местима и важнијим комуникацијама, чиме би истовремено удовољили захтевима усташа. По споразуму који су са једне стране потписали италијански генерал Марио Роата са једне стране и Павелић и Лорковић са друге стране, борбу против партизана уместо Италијана преузели би четници организовани у Добровољачку антикомунистичку милицију (који би били обавезни да признају суверенитет НДХ), а усташе би биле у обавези да их издржавају. Највећу корист од овог споразума и делимичног италијанског повлачења имали су партизани, који су се у другој половини 1942. пробили у западну Босну и створили велику слободну територију у срцу НДХ.
Италијани су узвратили следеће пролећа оптужујући Лорковића да је комуниста да би га дискредитовали због његових пронемачких ставова. Лорковић је ослобођен свих оптужби након полицијске истраге. Међутим, немачки полицијски аташе у Загребу је тврдио је да је Лорковић почетком тридесетих година био у контакту са неким комунистима и помогао неким хрватским комунистима 1941. и 1942. године. У мају 1942. Лорковић је именован за почасног члана немачког Института за пограничне и иностране студије. Лорковић је заједно са Владимиром Кошаком и Стијепом Перићем снажно противио италијанском утицају на Независну Државу Хрватске и крајем 1942. године написао ноту ("Споменица") у којој је описао напоре за сарадњу италијанске 2. армије са четницима. Ова нота званично је поднесена 26. јануара 1943. министру спољних послова Италије Галеацу Ћану. Као одговор, италијански дипломата Рафаеле Казертано је покушао да издејствује да се Лорковић уклони са функције.
Хајнрих Химлер, вођа немачког СС-а, желео је да формира хрватску муслиманску СС дивизију. Он је послао Артура Флепса као свог представника у Загреб да започне формалне преговоре с хрватском владом 18. фебруара 1943. Он се састао са изаслаником немачког министарства иностраних послова Зигфридом Кашеом и Младеном Лорковићем који је заступао Павелића. Павелић је већ пристао да образује дивизију, али се Ваффен-СС и усташка влада нису сложили с тим како ће се та дивизија регрутовати и контролисати. Лорковић је предложио да се она назове "СС усташка дивизија", хрватска јединица која би била образована уз помоћ СС, са познатим пуковским називима као што су "Босна", "Крајина" и "Уна". Павелић и Каше били су забринути да би искључиво муслиманска дивизија могла помоћи напорима муслимана за независност од НДХ. Као компромис реч "хрватска" је укључена у званични назив дивизије и регрутовани су неки хрватски католички официри. Ставови Химлера и Флепса су у великој мјери превладали и образована је 13. Вафен-СС брдска дивизија Ханџар (1. хрватска) што је изазвало озбиљно незадовољство руководства НДХ, посебно због њеног етничког састава.
Лорковић је 23. априла 1943. био удаљен са положаја министра спољних послова након што је Лорковићев шеф кабинета Иво Колак проглашен кривим за кријумчарење злата и погубљен. Након своје смене, Лорковић је био именован за министра у председништву владе, где је био одговоран за односе са немачком војском и постао блиски сарадник генерала фон Хорстенауом. Током лета 1943. заговарао је сарадњу са Хрватском сељачком странком и представљао је усташе у преговорима са потпредседником ХСС-а, Аугустом Кошутићем о формирању коалиционе владе. Лорковић је заговарао снажнију владу и већу самосталност у својој дјелатности. Затражио је образовање нове владу коју би водио он као председник владе, а не поглавник,, али Павелић је поставио Николу Мандића за председника владе 2. септембра 1942. године. Лорковић и његови сарадници су поднели оставке, које нису прихваћене. Упркос овом неуспеху, Лорковић је заједно са Мандићем наставио преговоре са ХСС-ом током целог септембра, завршавајући их крајем мјесеца.
Након капитулације Италије 20. септембра 1943. године, Лорковић је, заједно с Кашеом и другим високим званичницима из Немачке, разговарао о повратку територије изгубљеном након Римских уговора у априлу 1941. Хитлер је, на крају, дао дозволу Независној Држави Хрватској да анектира те територију тако што ће "гарантовати неограничену независност Хрватске, укључујући ову хрватску јадранску обалу".
Лорковић је 11. октобра 1943. године именован за министра унутрашњих послова, где се залагао за строжу политику,, а на други мандат министра спољних послова од 29. априла до 5. маја 1944, након што је његов пријатеља Перић уклоњен са функције. Договорено је да Лорковић истовремено остане министар спољних послова и министар унутрашњих послова, али га је ускоро на месту министра иностраних послова заменио Мехмед Алајбеговић. Након што је схватио да ће Немачка изгубити рат и да би НДХ могла престати да постоји, заговарао је корените промене у државној политици. У фебруару 1944. написао је детаљан меморандум на немачком језику који је резимирао историју, тренутну ситуацију и основне проблеме НДХ и њених оружаних снага, као и проблеме са немачком војском.

### Афера Лорковић-Вокић
У априлу 1944, Лорковић се у тајности срео са председником Книнског котара Давидом Синчићем, са којим је разговарао о лошој ситуацији немачких ратних напора и да ће Савезници можда напасти Балкан преко Таранта. Тог месеца је Лорковић објавио иницијативу да се обнове преговори са ХСС, које је обављао у свом стану. Тамо се у тајности састајао са Синчићем, Аугустом Кошутићем и Иванком Фаролфијем. Лорковић је такође тражи спољне контакте и преко Швајцарске је ступио у контакт са британским и америчким званичницима, али је био одбијен. Лорковић је предложио да НДХ оконча своје везе на Немачком и пређе на страну Савезника. Тај предлог је подржаво министар оружаних снага Анте Вокић, као и многи политичари и високи домобрански официри. Лорковић је такође преговарао са ХСС о мењању страна уз Павелићево знање и одобрење.
На специјалном састанку владе одржаног 30. августа у Павелићевој вили, коју су чували наоружани људи, Лорковић и Вокић су били оптужени за заверу против поглавника и немачких савезника. Потпредседник владе Џафер Куленовић и многи други су их бранили, али узалуд. Лорковић је држан у кућном притвору пре него што му је суђено пред Поглавниковим тјелесним сдругом, када је одлучено да му се одузме чин и да се избаци из сдруга. После суђења је пребачен у Копривницу, а одатле у логор Лепоглаву, заједно са Вокићем, Фаролфијем, Људевитом Томашићем и другима, мада је Кошутић касније побегао. Лорковић је убијен од стране усташа крајем априла 1945.
Једна је улица у западном Мостару од 1995. године носила име "Улица Вокића и Лорковића", све до јула 2022. године кад ју је Градско веће Мостара дало преименовати. Осим Лорковића и Вокића, улице су биле именоване и по Милету Будаку, Рафаелу Бобану, Ђури Спужевићу, Јури Францетићи и Иви Зеленеку.